# 自動小銃密造事件

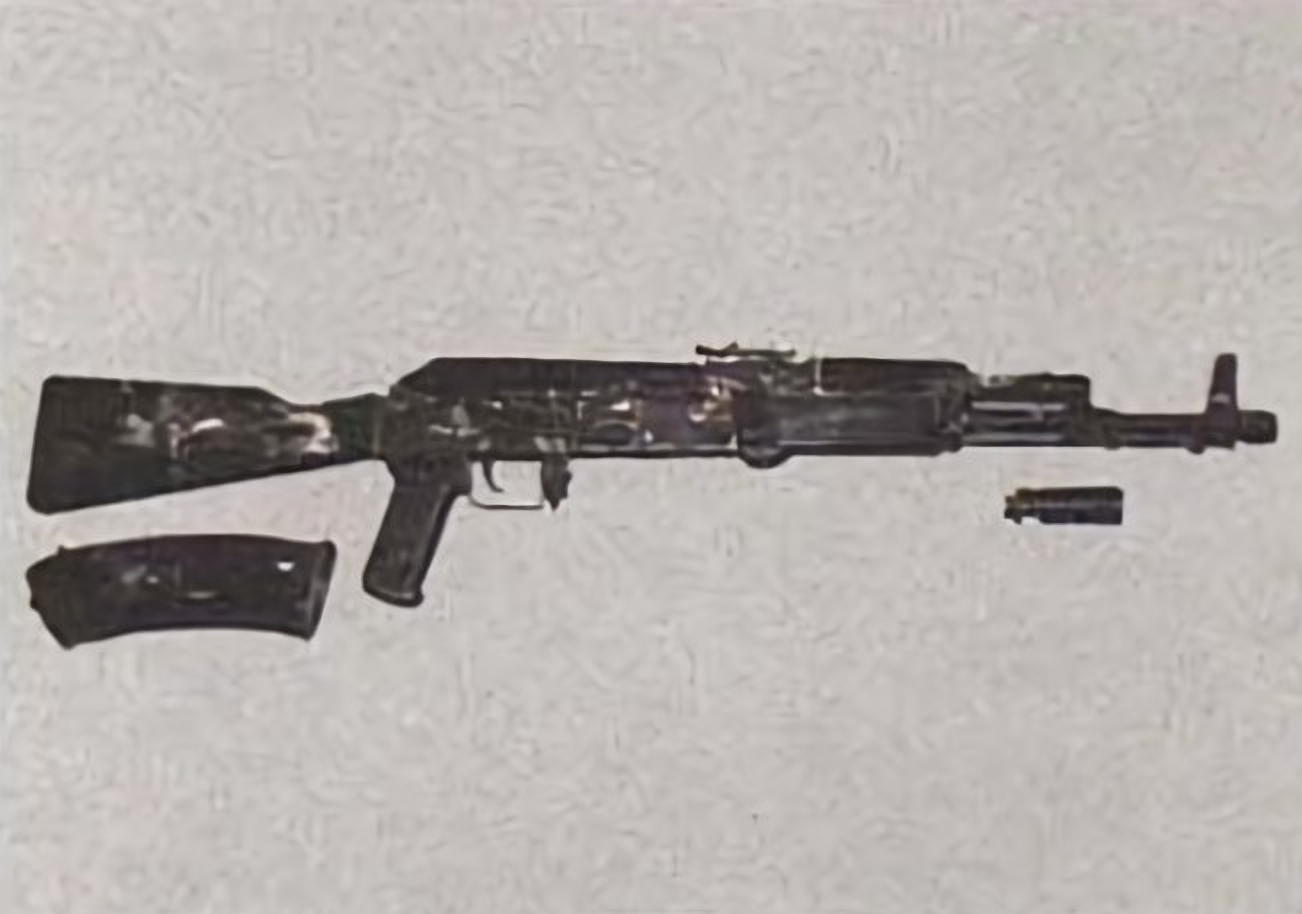
警察に押収されたオウム真理教製の自動小銃

自動小銃密造事件（じどうしょうじゅうみつぞうじけん）は、オウム真理教が起こした一連のオウム事件の一つ。教団での計画名は横山真人のホーリーネーム「ヴァジラ・ヴァッリヤ」からとられた「VVプロジェクト」。

## 事件の概要

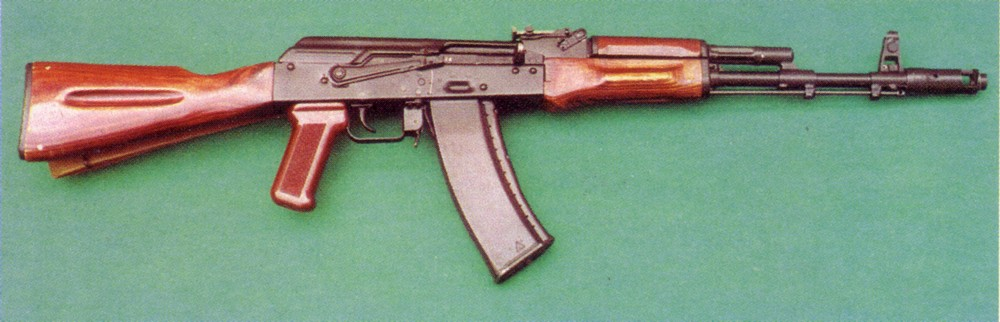
AK-74
（この写真の自動小銃はオウム真理教が実際に製作したものではない）

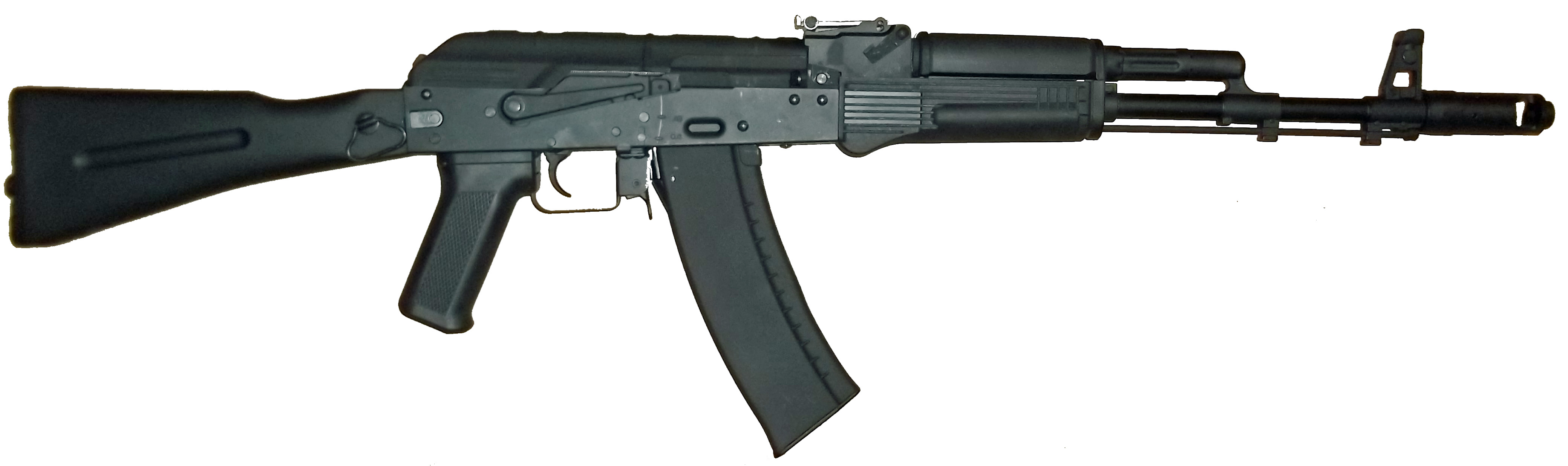
オウム製AKと同じくプラスチック部品を導入したAK-74M

オウム真理教はかねてから、信者に対してハルマゲドンの到来や外国の軍隊などによる毒ガス攻撃などの予言・説法で教化を行う一方、人類救済のためには、ジェノサイドによって日本を征服することが不可欠であるとして、密かに武装化を計画した。オウムは、毒ガスの開発を行う一方、ソ連軍が採用した自動小銃であるAK-74を日本で密造することを企てた。 買ったほうが早いという話も出たが、秘密保持の観点からか、購入するのではなく自作することとなった。
1993年2月、密造の参考用の見本のためにロシアでAK-74と5.45mm弾を購入し、村井秀夫らがこれを分解するなどして設計の参考のためのビデオ録画、写真撮影を行うとともに、帰国の際に部品の一部を工具箱などに分散隠匿して日本に持ち込んだ。
1993年6月ころから、教団幹部は、山梨県南巨摩郡富沢町の「富士清流精舎」と呼ばれる教団施設内において、ロシアに何度か渡航し作成した図面や見本、見学した施設等を参考に、本格的な設計作業を進めるとともに、石川県能美郡寺井町（現在の能美市）にあった鉄工会社を乗っ取った際に入手した大型工作機械などを用いて部品の製造方法の研究を行った。密造責任者の横山真人は、何が目的なのか知らないで引き受けたという。AKは麻原の命名で「ナーディー」、弾薬は「プラーナ」と呼ばれていた。
1994年2月、麻原はAKを1000丁造れと命令し、4月下旬ころから、上九一色村の教団施設内に大型工作機械を多数設置して銃器製造工場の整備を行い、1995年1月1日、試作品1丁を完成させた。この日は読売新聞で上九一色村のサリン残留物検出がスクープされた日でもあり、麻原は「新聞にはこのような記事が出るし、おまえたちは小銃を持ってくるし、今日はほんとにすごい日だな」と語ったという。
教団はついに小銃の大量生産、銃弾の大量製造開始を決断したが、同年3月、教団施設に対し警察の強制捜査が実施されるという情報を入手したため、製造を断念し、図面などの焼却、小銃部品などの教団施設の鉄柱の中への隠匿、群馬県の草木ダムへの廃棄など、組織的な証拠隠滅を図ろうとしたが失敗し、武器等製造法違反で警察に摘発された信者の自供から、第2サティアンの鉄骨内に隠されていた小銃などが発見された。完成品が東京地方検察庁の地下に保管されている。
最終的には1,000丁の自動小銃と100万発の銃弾を製造し、日本の主要都市で同時多発的にサリンを散布し、ハルマゲドンを惹起。その混乱に乗じて首都圏中枢部で二・二六事件のようなクーデターを起こし、オウム国家を建国する企てであった（オウム真理教の国家転覆計画）。
銃や弾は警察に回収されたが、銃器はその小型さと高い耐久性により、隠匿が簡単で、職務質問や家宅捜索で偶然に発見でもされない限りは摘発が限りなく困難なため、「摘発を免れたオウムの自動小銃が残っている」、「50丁のオウムの自動小銃を見た」などという都市伝説がインターネットや週刊誌、一橋文哉などのジャーナリストの著書などで噂される原因になった。
麻原の刑事裁判が長期裁判の様相を見せていたために、2000年10月に薬物密造事件の起訴が取り下げられた際に、同じく被害者がいない自動小銃密造事件も起訴取り消しの対象として議論になるも、最終的には「武装化で国家転覆を図った教団犯罪の全体像を明らかにする必要がある」と重視され、取り下げをせずに審理入りすることとなった。

## 銃の性能
警察が教団施設や草木ダムの湖底から引き上げ押収した試作品の外観は、銃が分解された状態を撮影した写真が時事通信社を通じて公開されている。全長93.5cm、重さ3.6kg。機関部などの色は銀色。銃身、マガジン、ストックの色は黒色。ストックはプラスチック製。
警視庁科学捜査研究所による検証の結果、金属材料の不足、ノウハウ不足により、弾倉の造りが悪く給弾不良になりフルオート射撃ができない、口径が5.4mmで若干小さく、標準の5.45x39mm弾を使用するには削る必要がある、撃針の形状の不備などの欠陥があった。特にライフリングには非常に苦労したようで、試行錯誤を繰り返していた。麻原も1月1日に実銃を手にした際、軽すぎるので連射に耐えられないのでは、と製造した信者らに指摘していた。2000年に法廷で広瀬健一が実物を持ってみたところ、（長年放置されていたためか）既に以前よりコッキングレバーが動きにくくなっていた。
しかし、オリジナルと同等の十分な殺傷能力（初速831.6m/s）があり、仮に強制捜査着手が遅れていた場合、日本の治安に大きな脅威を与えていたであろうことが確認された。

## 事件で起訴された人物
- 麻原彰晃
- 早川紀代秀
- 横山真人（自動小銃製造の責任者）
- 豊田亨
- 広瀬健一